# Fitter Happier
«Fitter Happier» es una canción de la banda inglesa de rock alternativo Radiohead, que figura como la séptima pista de su álbum de 1997 OK Computer. Consiste en música de muestra y sonido ambiental con la letra recitada en un sintetizador de voz de la aplicación SimpleText. Escrita después de un período de bloqueo de escritor, "Fitter Happier" fue descrita por Yorke como una lista de mensajes publicitarios de la década de 1990, a lo que consideró «lo más inquietante que he escrito.»